# Vườn quốc gia Mount Augustus
Vườn quốc gia Mount Augustus là một vườn quốc gia ở Tây Úc, Úc, cách Perth 852 km về phía bắc, cách Carnarvon 490 km về phía đông và cách Meekatharra, Khu vực Gascoyne 390 km về phía tây bắc. Núi Augustus, đặc điểm nổi bật tại vườn quốc gia này, được thổ dân địa phương là người Wadjari.
Núi Augustus là một inselberg hay monocline, không phải là một khối đá nguyên khối như thường được đề cập trong các văn bản du lịch.
Có một công viên caravan gần trạm Mount Augustus, nơi có một nhà trọ phong cách Donga" và một nhà hàng mở cửa trong mùa du lịch cao điểm.